# Homoród (Hunyad megye)
Homoród (románul: Homorod) falu Romániában, Erdélyben, Hunyad megyében.

## Fekvése
Algyógytól 5 km-re északkeletre, a Maros jobb partján, a Homoród-patak mellett fekvő település.

## Nevének eredete
A falu nevét már 1299-ben említette oklevél in Homorodfew alakban.
1407-ben Homorod, 1808-ban Homorod h., Homoroden aliis Hammeroden g., Homrudval., 1861-ben és 1913-ban Homoród néven írták.

## Története
1407-ben p. Homorod néven a fülesdi uradalom (Fehér vármegye) határleírásában említették Homorodfőt; ez a Homoród-patak fejét jelenti. Hogy ekkor állt- e már mellette a patakról elnevezett falu erről nem maradtak fenn biztos adatok (Gy 3: 294).
1518-ban Algyógy város birtokaként sorolták fel, 1507-ben pedig kenézét is említették.
1784 telének elején egy fennmaradt feljegyzés szerint Érsekújvári Sámuel homoródi nemes birtokost lázadók támadták meg és fosztották ki, november 10-én pedig Érsekújvári Sámuel Szászvárosról, a Horea lázadásról írt az alispánnak.
A trianoni békeszerződésig Hunyad vármegye Algyógyi járásához tartozott.